# Bukovské vrchy
Die Bukovské vrchy (‚Bukovec-Berge‘) sind eine gebirgige Raumeinheit im slowakischen Teil der Waldkarpaten. Sie sind benannt nach dem Bergmassiv Bukovec.

## Lage, Begrenzung und Unterteilung

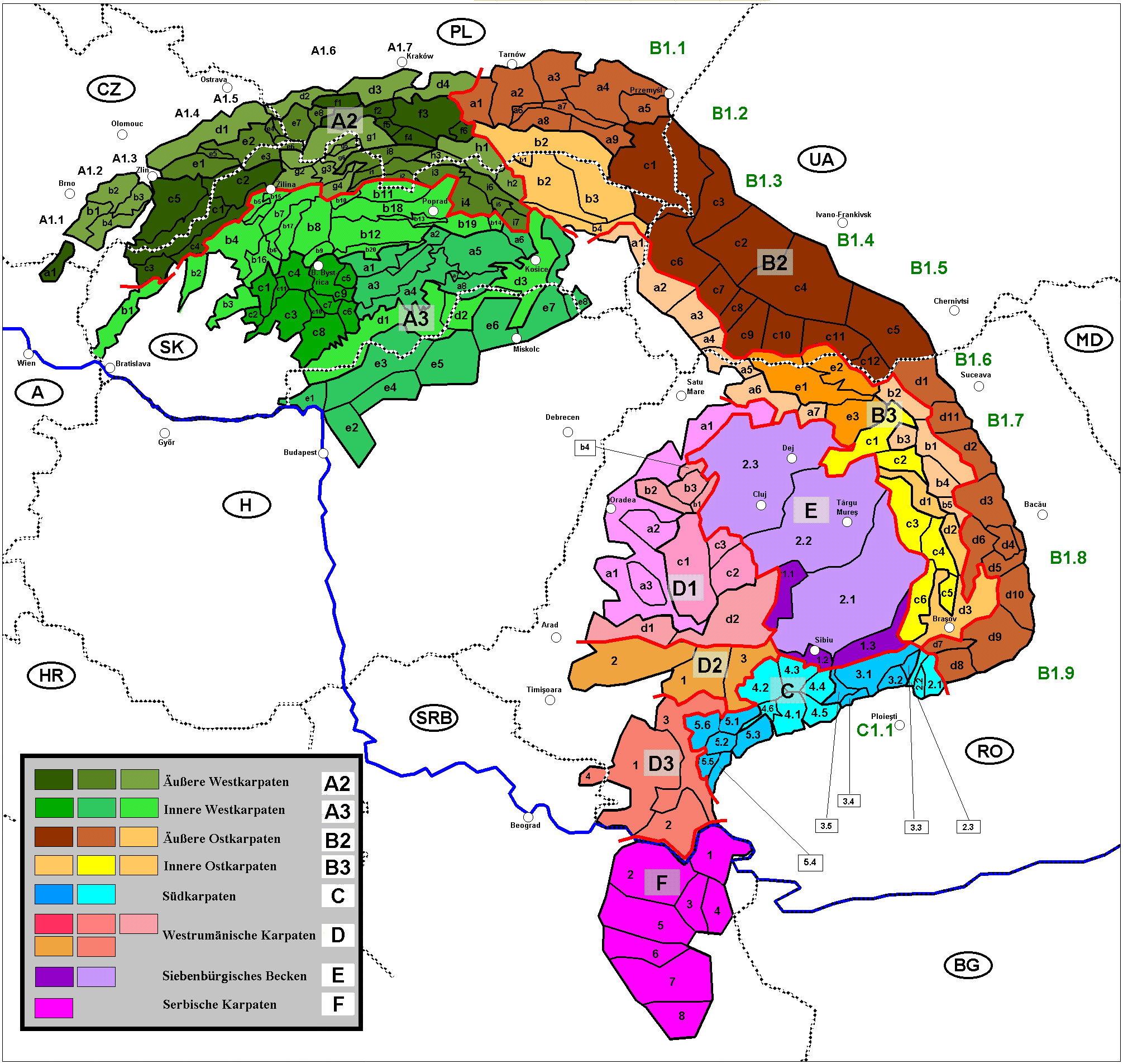

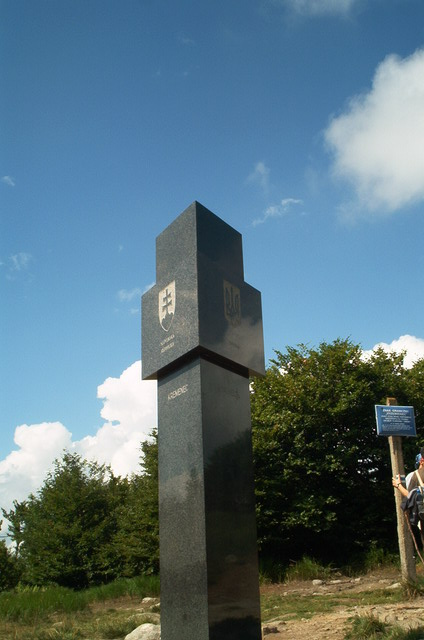
Dreiländereck am Kremenec

Das Gebirge liegt in der nordöstlichen Slowakei an den Grenzen zu Polen und der Ukraine. Geomorphologisch bildet es eine Einheit mit den Bieszczady auf polnischer Seite. Der Begriff Bukovské vrchy ist jedoch nur für den slowakischen Teil des Gebirges gebräuchlich.
Allgemein sind die Bukovské vrchy Teil der Poloninen und damit der – geomorphologisch nicht genau definierten – Waldkarpaten. 
Sie werden begrenzt:
- im Norden von der polnischen Staatsgrenze und damit den Bieszczady,
- im Osten von der ukrainischen Staatsgrenze,
- im Süden vom Gebirgsvorland Beskydské predhorie,
- im Westen vom Bergland Laborecká vrchovina (Teil der Niederen Beskiden).

Das Gebirge wird geomorphologisch weiter unterteilt in:
- Bukovce
  - Ruská kotlina
  - Runinská kotlina
  - Sedlická kotlina
  - Uličská kotlina
- Nastaz

## Charakter

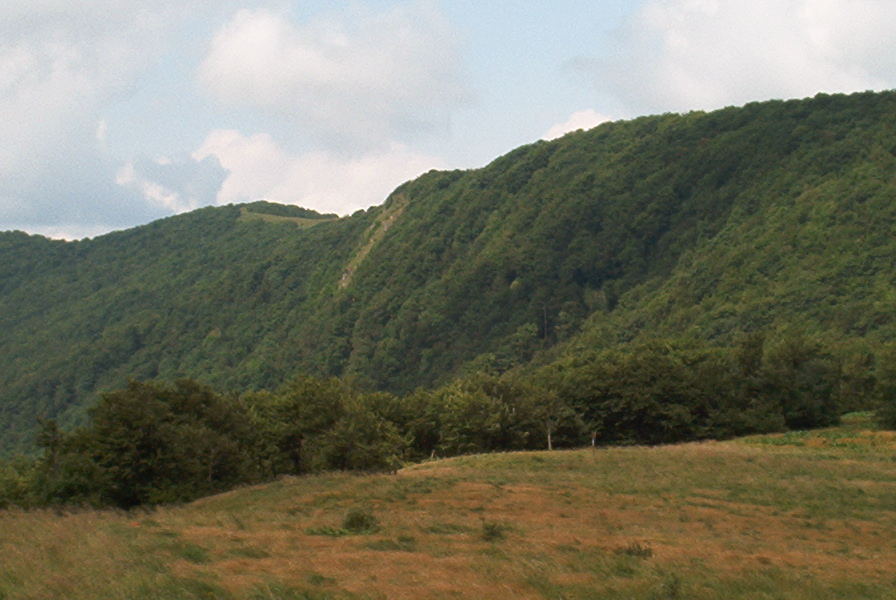
Rabia skala an der slowakisch-polnischen Grenze

Die Bukovské vrchy bestehen aus Flysch (Sand- und Tonstein). Vom Hauptkamm – der an der Grenze zu Polen liegt – ziehen Seitenkämme nach Süden. Charakteristisch sind Bergwiesen im Kammbereich, die sog. Poloninen, nach dem der gesamte Gebirgskomplex seinen Namen erhielt.
Höchster Punkt des Gebirges auf slowakischem Territorium ist die Südwestflanke des Berges Kremenez in einer Höhe von 1208 m n.m. Der Gipfel dieses Berges (1221 m n.m.) liegt hiervon ca. 200 m in nordöstlicher Richtung auf der Grenze zwischen Polen und der Ukraine. 
Von den Flüssen Ulička und Ublianka (Nebenflüsse des Usch) sowie Cirocha (Nebenfluss des Laborec) wird das Gebiet nach Süden entwässert.
Die Region ist überwiegend bewaldet; dabei dominieren Laubwälder (vor allem Rotbuche, Bergahorn). Unter den Nadelbäumen ist die Weißtanne erwähnenswert.

## Bedeutende Erhebungen
- Kremenec, 1221 m n.m./1208 m n.m.
- Kamienna, 1201 m n.m.
- Ďurkovec, 1198 m n.m.
- Rabia skala, 1167 m n.m.
- Pľaša, 1162 m n.m.
- Stinska, 1092 m n.m.
- Veľký Bukovec, 1012 m n.m.

## Naturschutz

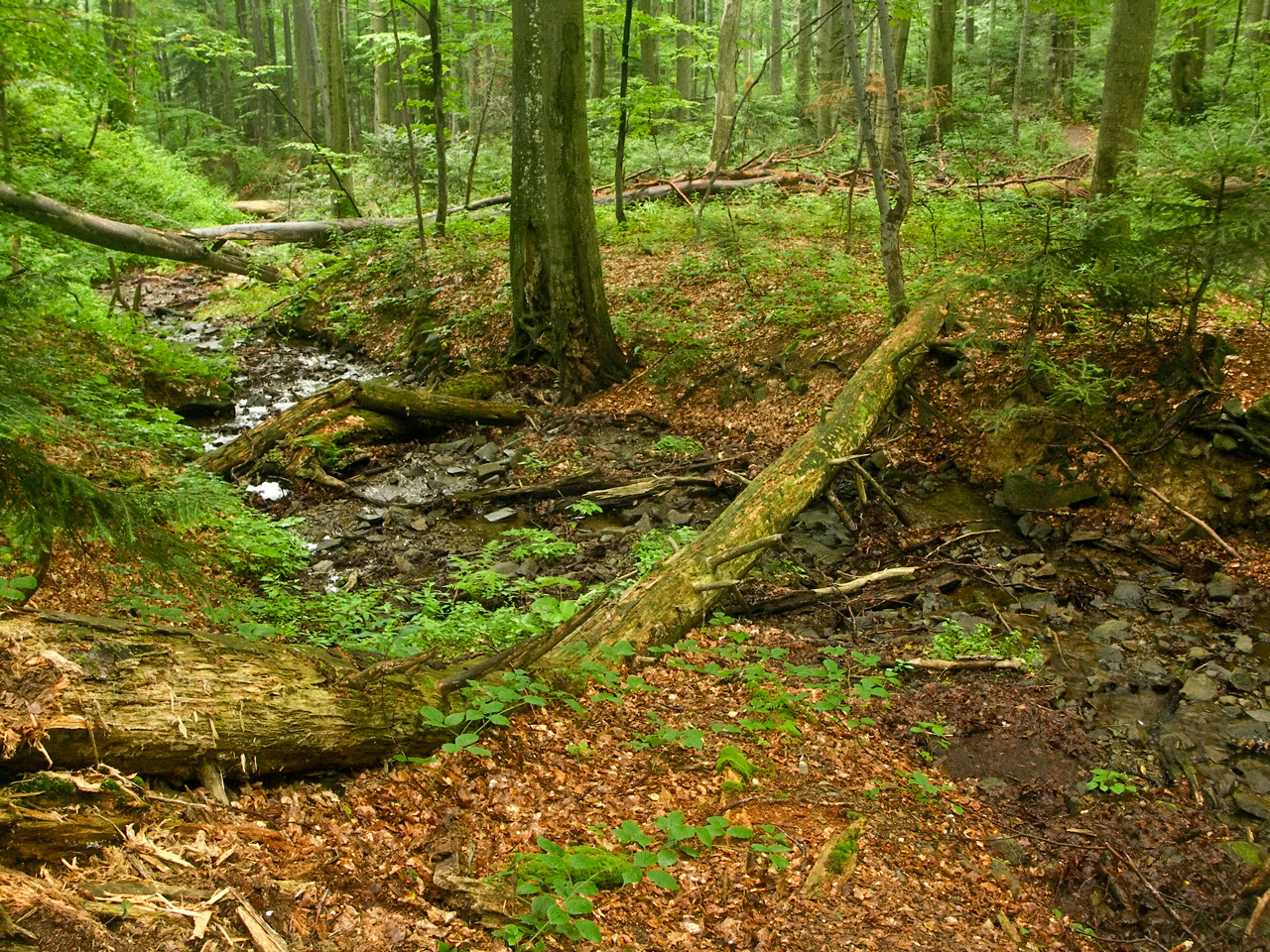
Buchenurwald Stužica

Im Jahre 1997 wurde der Nationalpark Poloniny (Národný park Poloniny) eingerichtet, der große Teile der Bukovské vrchy umfasst. Er hat eine Fläche von 298 km² und eine umgebende Schutzzone von 110 km². An diese wiederum schließt sich das Landschaftsschutzgebiet Ostkarpaten (Chránená krajinná oblasť Východné Karpaty) an, so dass praktisch das gesamte Gebirge unter Schutz steht.
Im Jahre 2007 wurden insgesamt zehn Gebiete in den Ostkarpaten – von denen vier in der Slowakei und sechs in der Ukraine liegen – von der UNESCO zum Welterbe erklärt. Drei dieser Flächen befinden sich in den Bukovské vrchy:
- Havešová (171 ha)
- Rožok (67 ha)
- Stužica (761 ha)

## Bevölkerung
Die Bukovské vrchy gehören zu den am spätesten und dünnsten besiedelten Gebieten der Slowakei. Die meisten Bewohner gehören der Minderheit der Russinen an.

## Sehenswürdigkeiten
Die landschaftlich attraktive, bisher touristisch nur wenig erschlossene Region ist geeignet für Wander- und Fahrradtourismus. Abgesehen von der Kammregion und den Buchenurwäldern sind auch mehrere Holzkirchen sehenswert (Topoľa, Uličské Krivé, Ruský Potok, Kalná Roztoka, Jalová).